# U5-ös metróvonal (München)
Az U5-ös metróvonal (eredeti nevén U-Bahnlinie 5) a müncheni metróhálózat tagja, Neuperlach Süd és Laimer Platz között közlekedik. 18 állomás található a 15 kilométeres vonalon, amely közben áthalad München belvárosán és érinti a főpályaudvart is (Hauptbahnhof). A Max-Weber-Platz és Westendstraße között azonos útvonalon halad az U4-es metróval.
A vonal színe: barna.

## Állomáslista és átszállási lehetőségek
| U5 (Neuperlach Süd ↔ Laimer Platz) |                                                                                        |
| Megállóhely                        | Átszállási kapcsolat(ok)                                                               |
| Neuperlach Süd                     | 195 , 196 , 199 , 210 , 212 , 217 , 222 , 229 , 411 P+R                                |
| Therese-Giehse-Allee               | 55                                                                                     |
| Neuperlach Zentrum                 | , 55 , 139 , 192 , 196 , 197 , 198 , 199                                               |
| Quiddestraße                       | , 139 , 192 , 197 , 199                                                                |
| Michaelibad                        | , 195 , 199 P+R                                                                        |
| Innsbrucker Ring                   | , P+R                                                                                  |
| Ostbahnhof                         | München Ostbahnhof , 54 , 55 , 62 , 100 , 145 , 148 , 155 , 187 , 213 , X30 , 9410 P+R |
| Max-Weber-Platz                    | , 148 , 190 , 191 , X30                                                                |
| Lehel                              |                                                                                        |
| Odeonsplatz                        | , 100 , 153                                                                            |
| Karlsplatz (Stachus)               | ,                                                                                      |
| Hauptbahnhof                       | München Hauptbahnhof Bayerische Oberlandbahn , 58 , 100 , 150                          |
| Theresienwiese                     |                                                                                        |
| Schwanthalerhöhe                   | 53 , 134                                                                               |
| Heimeranplatz                      | , 62 , 63 , 130 P+R                                                                    |
| Westendstraße                      | 62 , 130                                                                               |
| Friedenheimer Straße               | 130                                                                                    |
| Laimer Platz                       | 51 , 57 , 151 , 168                                                                    |